# Neorhynchoplax inachoides
Neorhynchoplax inachoides is een krabbensoort uit de familie van de Hymenosomatidae. De wetenschappelijke naam van de soort is voor het eerst geldig gepubliceerd in 1900 door Alcock.